# Herradura (juego)

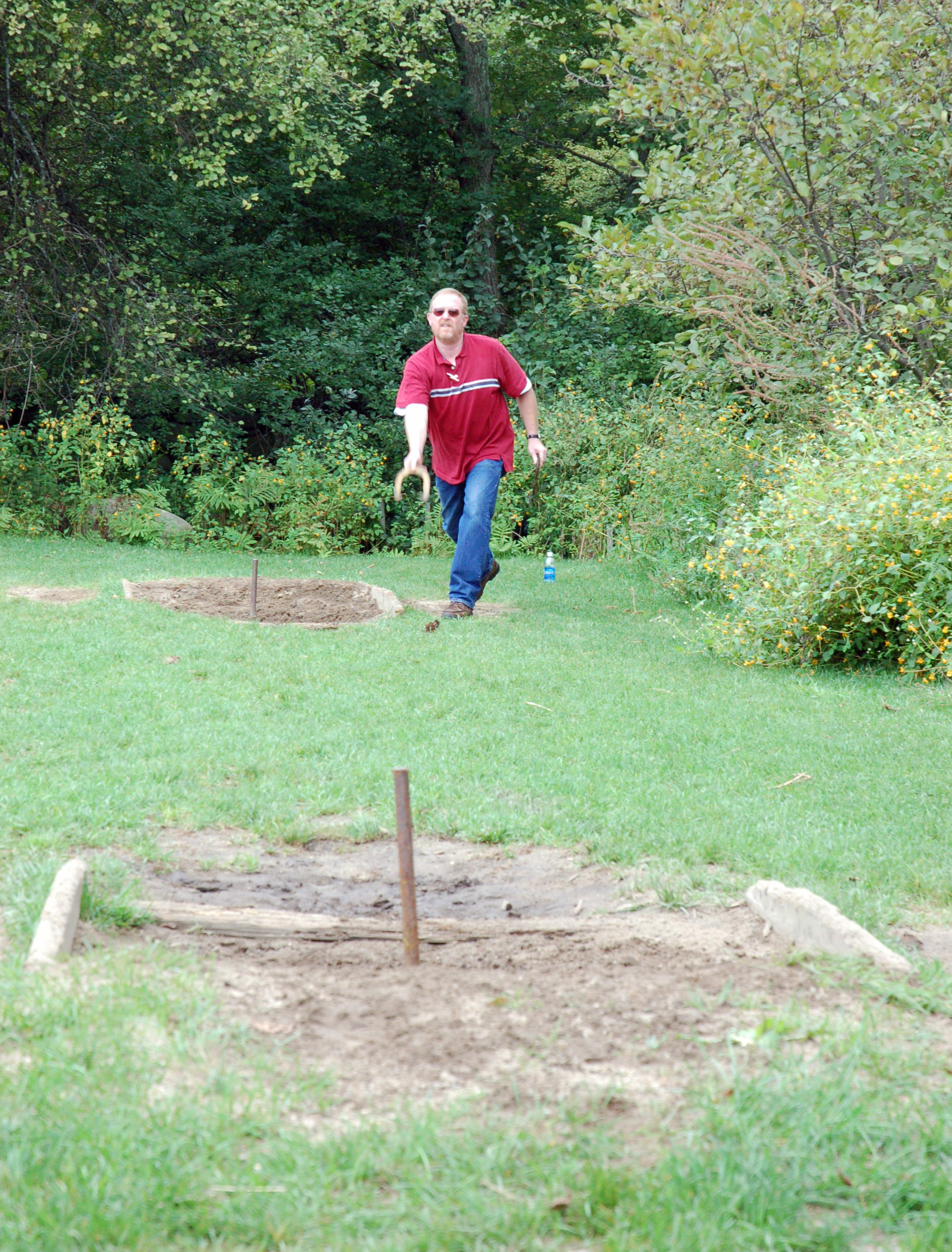
Juego de herradura.

La herradura o herrones es un juego tradicional. Consiste en lanzar unas herraduras de metal en forma de rodaja con una perforación en el centro, desde 12 metros, sobre una barra clavada en el suelo que sobresale 1,20 metros, buscando insertarlas.
El juego puede ser individual o por equipos, y es ganado por quien introduzca más herraduras, o de no insertarse, quien más se aproxime a la barra. Cada jugador lanzará 10 herraduras.
Según algunas teorías, este juego tiene su origen en el lanzamiento de disco.[cita requerida] Está muy extendido en todo el mundo.
Los jugadores, una vez situados en la línea de lanzamiento y según turno establecido previamente, lanzan las herraduras  intentando que entren en la varilla  o se aproximen a ella lo más posible. Después de cada tirada se recogen las herraduras y se contabilizan los puntos conseguidos según el siguiente baremo:
- 5 puntos por cada herradura que se inserté en la barra.
- 3 puntos por cada herradura que esté dentro del círculo.
- Gana el que más puntos tiene.